# 1987年の日本競馬
1987年の日本競馬（1987ねんのにほんけいば）では、1987年（昭和62年）の日本競馬界についてまとめる。馬齢は旧表記で統一する。
1986年の日本競馬 - 1987年の日本競馬 - 1988年の日本競馬

## 概要

### 開催日割の変更点
前年まで1月から2月に第1回中京競馬、3月に第1回小倉競馬が開催されていたが、栗東トレーニングセンターから中京競馬場までの輸送が降雪の影響を受けることが多かったため両競馬場の開催を入れ替えることになった。これに伴い前年まで中京競馬場で開催されていたきさらぎ賞が京都競馬場での開催に変更された。

### サクラスターオーの二冠とマックスビューティの牝馬二冠
この年の牡馬クラシック戦線はスプリングステークスで猛烈な追い込みを決めたマティリアルが春のクラシックの本命に推され、皐月賞・東京優駿共に1番人気に支持された。
しかし、皐月賞を制したのは弥生賞勝ち馬サクラスターオーで、そのサクラスターオー不在となったダービーの勝ち馬は前年の朝日杯3歳ステークス勝ち馬メリーナイスであった。
メリーナイスは秋初戦のセントライト記念も勝ち、菊花賞では1番人気に支持されたが惨敗。勝利を収めたのは皐月賞以来のレースとなったサクラスターオーであった。
一方、牝馬の4歳クラシック路線はマックスビューティが本命で、桜花賞は8馬身差の圧勝、優駿牝馬でも他馬を寄せ付けず完勝。メジロラモーヌに続いて2年連続の牝馬三冠も期待されたが、エリザベス女王杯でタレンティドガールに敗れた。
年末の第32回有馬記念ではサクラスターオーが1番人気、メリーナイスが3番人気、マックスビューティが4番人気に支持されたが、サクラスターオー、メリーナイスの2頭はいずれも競走を中止（メリーナイスは落馬し、サクラスターオーは故障）。マックスビューティも10着と敗れ、波乱を招いた。

## できごと

### 1月 - 3月
- 1月31日 - 小倉競馬場でダートコースの使用が始まる[4]。
- 2月3日 - 高松宮杯を下賜した高松宮宣仁親王が逝去[4]。
- 2月13日 - 名古屋競馬第3競走（11頭立て）で最低11番人気が勝ち、単勝は10万5540円の大波乱。的中は1票のみ。
- 2月23日 - 川崎競馬所属騎手の佐々木竹見が同競馬第3競走で前人未踏の通算6000勝を達成[4]。
- 3月7日 - 降雪のため、中央競馬の1回阪神3日開催は第7競走以降を中止、また1回中京1日開催では第6競走以降が中止となった[4]。
- 3月28日 - 東京・阪神競馬場で導入されていた場内ミニFMが、中山競馬場でも開始される。4月26日には京都競馬場でも開始された[4]。

### 4月 - 6月
- 4月 - GI7勝のシンボリルドルフと、牝馬三冠馬メジロラモーヌがJRA顕彰馬に選出された。
- 4月13日 - 日本中央競馬会のイメージアップ活動推進委員会の提言により、日本中央競馬会の略称として「JRA」、場外馬券発売所の愛称を「WINS」に制定した。
- 4月26日 - 東京競馬場の障害未勝利戦でグリーンイールに騎乗の騎手斎藤仁作が落馬。脳挫傷、肋骨骨折、右肺血胸のため、その日のうちに死去。
- 4月29日 - 天皇賞・春で2位に入線したニシノライデンが最後の直線走路で外に斜行し、3位に入線したアサヒエンペラーの進路を妨害したとして失格となる。GI級の競走で2位以内に入線した馬が審議の結果失格処分になったのは初めてで、後に降着制度が創設されるひとつの契機となる。
- 5月27日 - 川崎競馬の岩本亀五郎調教師が黄綬褒章を受章[4]。
- 6月6日 - 福島競馬場で大型映像ディスプレイの運用が開始される。6月13日には札幌競馬場においても使用開始される[4]。

### 7月 - 9月
- 7月11日 - 長野県諏訪地区のCATVにおいて、競馬放送の実験放送が開始される[4]。
- 8月8日 - ウインズ札幌に、初の有料場外「エクセルフロア」が設置される[4]。
- 9月26日 - 日本中央競馬会がキャプテンシステムへの情報提供を開始[4]。

### 10月 - 12月
- 10月1日 - 日本中央競馬会は、同年の天皇賞・秋以降、2歳競走を除くGI競走の公開抽籤を実施すると発表[4]。
- 10月3日 - 福島競馬場で芝1,200メートルのコースが使用開始される[4]。
- 10月3日 - 日本中央競馬会により、東急ケーブルテレビでの競馬中継が開始される[4]。
- 10月11日 - 京都大賞典で7歳になったかつての優駿牝馬優勝馬トウカイローマンが優勝。新人騎手武豊が重賞初制覇。
- 10月19日 - 益田競馬場所属のアングロアラブの14歳牝馬、ウズシオタローが250戦目となる自身の引退レース「ウズシオタロー引退記念競走」（8頭立て7着）を最後に現役を引退[5]。
- 11月5日 - 中央競馬の大型映像ディスプレイの愛称が「ターフビジョン」に決定される[5]。
- 11月8日 - 菊花賞で、勝利を収めた皐月賞以来半年ぶりの出走となったサクラスターオーが9番人気の低評価を覆して優勝。
- 11月14日 - 武豊が59勝目をあげ、加賀武見の持っていた新人記録を更新する。最終的に69勝[5]。
- 11月15日 - 二冠牝馬マックスビューティがエリザベス女王杯で牝馬三冠に挑むが、タレンティドガールの2着に敗れ三冠ならず。
- 11月22日 - ニッポーテイオーが天皇賞・秋に続いてマイルチャンピオンシップも優勝し、前週のエリザベス女王杯における半妹タレンティドガールに続いて2週連続の妹・兄によるGI連覇を達成。
- 11月25日 - 東京競馬最終競走で、第3位入線のモガミシャインに騎乗した天間昭一は「ゴール前で手綱を緩めた」として4ヵ月間の騎乗停止処分。
- 11月28日 - 中京競馬場にターフビジョンが設置される[5]。
- 12月6日 - 国内外の一流騎手10名による「国際騎手招待競走」が阪神競馬場で行われ、キャッシュ・アスムッセンが優勝した。同競走は、翌年から2014年までワールドスーパージョッキーズシリーズとして開催され、2015年からはワールドオールスタージョッキーズとして引き継がれている[5]。
- 12月13日 - 大雪の影響でこの日の中山競馬は2レースで中止され[5]、昼休みに予定していたミホシンザンの引退式を執り行った。
- 12月17日 - 中京競馬場調整ルームで、騎手同士による暴力事件が発生。一方の騎手が打撲傷を負ったが、両者とも2日間と4日間の騎乗停止処分に。
- 12月27日 - 第32回有馬記念で、3番人気に支持された東京優駿勝ち馬メリーナイスが発走時に落馬し競走中止。さらには1番人気に支持された二冠馬サクラスターオーも故障のため競走を中止。枠番連勝複式馬券の配当は1万6300円となる大波乱。

### その他
- 岡部幸雄騎手が新記録となる年間138勝を記録した[5]。

## 競走成績

### 中央競馬・平地GI
- 第47回桜花賞（阪神競馬場・4月12日） 優勝：マックスビューティ、騎手：田原成貴
- 第47回皐月賞（中山競馬場・4月19日） 優勝：サクラスターオー、騎手：東信二
- 第95回天皇賞（春）（京都競馬場・4月29日） 優勝：ミホシンザン、騎手：柴田政人
- 第37回安田記念（東京競馬場・5月17日） 優勝：フレッシュボイス、騎手：柴田政人
- 第48回優駿牝馬（オークス）（東京競馬場・5月24日） 優勝：マックスビューティ、騎手：柴田政人
- 第54回東京優駿（日本ダービー）（東京競馬場・5月31日） 優勝：メリーナイス、騎手：根本康広
- 第28回宝塚記念（阪神競馬場・6月14日） 優勝：スズパレード、騎手：蛯沢誠治
- 第96回天皇賞（秋）（東京競馬場・11月1日） 優勝：ニッポーテイオー、騎手：郷原洋行
- 第48回菊花賞（京都競馬場・11月8日） 優勝：サクラスターオー、騎手：東信二
- 第12回エリザベス女王杯（京都競馬場・11月15日） 優勝：タレンティドガール、騎手：蛯沢誠治
- 第4回マイルチャンピオンシップ（京都競馬場・11月22日） 優勝：ニッポーテイオー、騎手：郷原洋行
- 第7回ジャパンカップ（東京競馬場・11月29日） 優勝：ルグロリュー、騎手：アラン・ルクー
- 第39回朝日杯3歳ステークス（中山競馬場・12月20日） 優勝：サクラチヨノオー、騎手：小島太
- 第39回阪神3歳ステークス（阪神競馬場・12月20日） 優勝：サッカーボーイ、騎手：内山正博
- 第32回有馬記念（中山競馬場・12月27日） 優勝：メジロデュレン、騎手：村本善之

### 中央競馬・障害
- 第98回中山大障害（春）（中山競馬場・4月12日） 優勝：メジロアンタレス、騎手：成田均
- 第99回中山大障害（秋）（中山競馬場・12月26日） 優勝：シノンシンボリ、騎手：牧之瀬幸夫

### 地方競馬主要競走
- 第10回帝王賞（大井競馬場・4月8日）優勝：テツノカチドキ（騎手：佐々木竹見）
- 第26回楠賞全日本アラブ優駿（園田競馬場・5月27日）優勝：ダンデイダイドウ（騎手：尾原強）
- 第33回東京ダービー（大井競馬場・6月3日）優勝：ジヨージレツクス（騎手：本間茂）
- 第7回全日本アラブクイーンカップ（園田競馬場・10月7日）優勝：ホーエイフアスト（騎手：鈴木純児）
- 第33回全日本アラブ大賞典（大井競馬場・12月10日）優勝：ローゼンホーマ（騎手：那俄性哲也）
- 第36回全日本アラブ争覇（川崎競馬場・12月16日）優勝：テンハクリユウ（騎手：佐藤雅彦）
- 第33回東京大賞典（大井競馬場・12月23日）優勝：テツノカチドキ（騎手：佐々木竹見）

## 表彰

### JRA賞
- 年度代表馬・最優秀4歳牡馬・最優秀父内国産馬 サクラスターオー
- 最優秀3歳牡馬 サッカーボーイ
- 最優秀3歳牝馬 シノクロス
- 最優秀4歳牝馬 マックスビューティ
- 最優秀5歳以上牡馬、最優秀スプリンター ニッポーテイオー
- 最優秀5歳以上牝馬 ダイナアクトレス
- 最優秀父内国産馬 ミホシンザン
- 最優秀ダートホース 該当馬なし
- 最優秀障害馬 該当馬なし
- 最優秀アラブ アキヒロホマレ

## リーディング

### リーディングジョッキー
- 最多勝利騎手、最高勝率騎手、最多賞金獲得騎手、騎手大賞 岡部幸雄
- 最多勝利新人騎手 武豊

### リーディングトレーナー
- 最多勝利調教師、最多賞金獲得調教師、最高勝率調教師 伊藤雄二

### リーディングブリーダー
- 社台ファーム

### リーディングサイアー
- ノーザンテースト

### リーディングブルードメアサイアー
- ノーザンテースト

## 誕生

### 人物
- 1月22日 - 松戸政也騎手（金沢）
- 2月4日 - 鮫島良太騎手（JRA）
- 2月12日 - 田中良明騎手（荒尾）
- 3月25日 - 黒澤愛斗騎手（ホッカイドウ）
- 3月26日 - 桑村真明騎手（ホッカイドウ）
- 4月14日 - 高橋悠里騎手（水沢）
- 5月2日 - 大澤誠志郎騎手（高知）
- 5月20日 - 山崎真騎手（浦和）
- 7月30日 - 青柳健一騎手（佐賀）
- 8月26日 - 石本純也騎手（高知）
- 10月26日 - 清水裕一騎手（佐賀）
- 11月1日 - 張田昂騎手（船橋）
- 11月28日 - 的場勇人騎手（JRA）
- 12月8日 - 別府真衣騎手（高知）
- 12月10日 - 西森将司騎手（高知）

### 競走馬
この年に生まれた競走馬は1990年のクラシック世代となる。
- 1月30日 - ジェイドロバリー
- 3月5日 - ワキア
- 3月15日 - ウェルシュマフィン
- 3月17日 - キョウエイタップ
- 3月20日 - ラビットボール
- 3月21日 - メジロパーマー
- 3月29日 - エイシンサニー
- 3月31日 - アイドリームドアドリーム
- 4月1日 - スルガスペイン
- 4月2日 - ホワイトストーン
- 4月3日 - メジロマックイーン
- 4月10日 - アイネスフウジン、ダイタクヘリオス
- 4月11日 - マックスフリート、メジロライアン、ヤマニングローバル
- 4月12日 - ユキノサンライズ
- 4月14日 - ハシノケンシロウ
- 4月15日 - ダイイチルビー
- 4月16日 - イクノディクタス
- 4月17日 - ハクタイセイ
- 4月20日 - オースミロッチ
- 4月26日 - レッツゴーターキン
- 4月27日 - アジュディケーティング
- 4月28日 - ナリタハヤブサ
- 4月29日 - ヒダカハヤト
- 5月16日 - キタシバスペイン
- 5月21日 - トウケイニセイ
- 5月25日 - ミュージックタイム
- 5月30日 - カミノクレッセ、ヌエボトウショウ
- 6月6日 - スーパーシンザン
- 6月10日 - プレクラスニー
- 6月12日 - コガネタイフウ
- 6月18日 - アグネスフローラ
- 不明 - ジョリーズヘイロー

## 死去

### 人物
- 4月26日 - 斎藤仁作（JRA騎手）
- 10月30日 - 小川佐助（元JRA調教師）
- 11月16日 - 服部正利（JRA調教師）

### 競走馬
- 1月19日 - ミノル
- 1月21日 - ダイコーター
- 3月30日 - ガーネツト
- 4月26日 - サクラセダン
- 6月23日 - ハビタット
- 7月30日 - グリーンシャトー
- 8月12日 - キョウワサンダー
- 9月24日 - カブトシロー
- 10月5日 - ホクトボーイ
- 10月25日 - テスコボーイ[5]
- 11月1日 - フジノパーシア
- 月日不明 - ニッポーキング